# 635 v.Chr.
Het jaar 635 v.Chr. is een jaartal volgens de christelijke jaartelling. 

## Gebeurtenissen

### Klein-Azië
- Koning Erimena (635 - 629 v.Chr.) heerser over de vazalstaat Urartu.

## Geboren
- Nebukadnezar II, koning van Babylon

## Overleden
- Sardur III, koning van Urartu